# Reinhold Nann
Reinhold Nann (ur. 25 sierpnia 1960 w Breisach am Rhein) – niemiecki duchowny rzymskokatolicki posługujący w Peru, w latach 2017-2024  prałat terytorialny Caravelí.

## Życiorys
Święcenia prezbiteratu otrzymał 31 maja 1987 i został inkardynowany do archidiecezji Fryburga Bryzgowijskiego. Przez kilka lat pracował jako wikariusz. W 1992 wyjechał do Peru i został proboszczem parafii w Los Olivos. W latach 1997–2002 pracował w rodzinnej diecezji, a następnie powrócił do Peru, pełniąc funkcje administratora kilku parafii w archidiecezji Trujillo.
27 maja 2017 został mianowany prałatem terytorialnym Caravelí. Sakry biskupiej udzielił mu 15 sierpnia 2017 abp Salvador Piñeiro García-Calderón. 1 lipca 2024 papież Franciszek przyjął jego rezygnację z urzędu prałata terytorialnego Caraveli. 